# Lijst van Filmmuziek Top 40 in 2018
Dit is een lijst van Filmmuziek Top 40 die werd uitgezonden op 2 maart 2018 op NPO Radio 4.
| Pos. | Componist                  | Filmtitel                                                  |
| ---- | -------------------------- | ---------------------------------------------------------- |
| 1    | Ennio Morricone            | Once Upon a Time in the West                               |
| 2    | Howard Shore               | Lord of the Rings                                          |
| 3    | John Williams              | Star Wars                                                  |
| 4    | John Williams              | Schindler's List                                           |
| 5    | Leonard Bernstein          | West Side Story                                            |
| 6    | Rogier van Otterloo        | Soldaat van Oranje                                         |
| 7    | John Barry                 | Dances with Wolves                                         |
| 8    | Nino Rota                  | The Godfather                                              |
| 9    | John Williams              | Harry Potter 1 t/m 3                                       |
| 10   | Hans Zimmer & Klaus Badelt | Pirates of the Caribbean                                   |
| 11   | Ludovico Einaudi           | Intouchables                                               |
| 12   | Ramin Djawadi              | Game of Thrones (serie)                                    |
| 13   | Ennio Morricone            | The Good, the Bad and the Ugly                             |
| 14   | John Barry                 | Out of Africa                                              |
| 15   | Yann Tiersen               | Le Fabuleux Destin d'Amélie Poulain                        |
| 16   | John Williams              | Indiana Jones                                              |
| 17   | Hans Zimmer                | Gladiator                                                  |
| 18   | Philip Glass               | The Hours                                                  |
| 19   | Angelo Badalamenti         | Twin Peaks (serie)                                         |
| 20   | Henry Mancini              | Pink Panther                                               |
| 21   | Philip Glass               | Koyaanisqatsi                                              |
| 22   | Ludwig van Beethoven       | The King's Speech (Symphony No. 7)                         |
| 23   | Samuel Barber              | Platoon (The Village: Adagio for Strings)                  |
| 24   | John Barry                 | On her Majesty's Secret Service                            |
| 25   | Wolfgang Amadeus Mozart    | Amadeus (Requiem)                                          |
| 26   | Hans Zimmer                | Interstellar                                               |
| 27   | Michael Nyman              | The Piano                                                  |
| 28   | Ennio Morricone            | The Mission                                                |
| 29   | John Williams              | Jurassic Park                                              |
| 30   | Ry Cooder                  | Paris, Texas                                               |
| 31   | Frédéric Chopin            | The Pianist (Nocturne)                                     |
| 32   | George Gershwin            | Porgy and Bess                                             |
| 33   | Hans Zimmer                | Inception                                                  |
| 34   | Maurice Jarre              | Doctor Zhivago                                             |
| 35   | Rogier van Otterloo        | Turks fruit                                                |
| 36   | Alan Silvestri             | Forrest Gump                                               |
| 37   | Miles Davis                | Ascenseur pour l'échafaud                                  |
| 38   | Vangelis                   | 1492: Conquest of Paradise                                 |
| 39   | Gustav Mahler              | Death in Venice (Main Title: Adagietto from Symphony No.5) |
| 40   | Richard Rodgers            | The Sound of Music                                         |

## Top 3 componisten
De componisten met de meeste noteringen:
| Componist       | Aantal |
| --------------- | ------ |
| John Williams   | 5      |
| Hans Zimmer     | 4      |
| John Barry      | 3      |
| Ennio Morricone | 3      |

2016 ·
2017 ·
2018 ·
2019 ·
2020 ·
2021 ·
2022 ·
2023 ·
2024 ·
2025